# Michele Mercati
Michele Mercati (8 d'abril de 1541 - 25 de juny de 1593) va ser un científic que va tenir cura del Jardí Botànic del Vaticà sota els Papes Pius V, Gregori XIII, Sixte V, i Climent VIII. Va néixer a Roma i va rebre educació a la Universitat de Pisa en medicina i filosofia.
Mercati és considerat sovint com el primer arqueòleg en el sentit modern. Va fer una notable col·lecció de restes prehistòriques.
La seva obra principal Metallotheca vaticana, que no va ser impresa fins a 1717, tractava de diverses qüestions d'història natural i va ser notable per la consideració de les restes de pedra tallada (ceraunia) "destrals de mà", puntes de fletxa de pedra i làmines de pedra com fetes pels homes en temps molt antics.